# La Llagosta
La Llagosta es un municipio de la comarca del Vallés Oriental, situado en la provincia de Barcelona, comunidad autónoma de Cataluña, España. 

## Geografía
La Llagosta es un municipio reducido territorialmente hablando. Su extensión de terreno consta de 3,01 km² y es el término municipal más pequeño de la comarca del Vallés Oriental, el décimo más pequeño de la provincia de Barcelona y el decimocuarto más pequeño de Cataluña. 
La zona urbanizada de la Llagosta es de 1,5 km² aproximadamente y el resto corresponde a un polígono industrial y a muchas hectáreas de terreno no urbanizada. 
El cementerio municipal queda dividido del municipio a causa del paso de la autopista C-33 y la línea de ferrocarril.

## Demografía
La Llagosta cuenta con una población de 13 085 habitantes (INE 2024).
| Gráfica de evolución demográfica de La Llagosta entre 1950 y 2021 |
| |
| Población de derecho según los censos de población del INE. Población de hecho según los censos de población del INE.Entre el censo de 1950 y el anterior, aparece este municipio porque se segrega del municipio San Fausto de Campcentellas. |

## Historia
La información más antigua sobre el territorio de La Llagosta data de la época romana, concretamente en el camino secundario que partía de la Vía Augusta hacia Semproniana o Praetorio, según diferentes autores, y que unía esta con Barcino, siguiendo un trazado paralelo al río Besòs. En esta misma época, el arqueólogo granollerense Josep Estrada i Garriga sitúa una dependencia rural cerca del camino secundario, al margen izquierdo de la Riera de Caldes.
Posterior a esta época, los únicos datos conocidos son a través de los estudios de Salvador Pibernat, basados en datos del Archivo de la Corona de Aragón y en archivos eclesiásticos, y se refieren al período comprendido entre el XIV y finales del XIX. La primera noticia hace referencia a que estos territorios pertenecían al dominio feudal del rey y otros señores. En el XIV, los derechos jurisdiccionales pertenecían a Berenguer de Sant Vicenç y posteriormente a Ramón de Sentmenat. En el XV, pasaron a dominio de los monjes del monasterio de Montalegre, hasta la primera mitad del XVI.
El actual territorio de La Llagosta perteneció a la demarcación parroquial de Cabanyes, consagrada en el año 1192, y anteriormente a la demarcación parroquial de San Fausto de Campcentellas. En 1504 se fusionan las parroquias de Cabanyes y San Fausto debido a la escasa feligresía, que no permitía la subsistencia del rector.
En 1731 se cuentan ocho casas de feligresía, con un total de 49 vecinos de comunión. En 1850 se cuentan siete familias, según el rector Josep Collsagué, cuatro antes del río Besòs y tres a este lado, con 12 y 14 vecinos respectivamente. Mossèn Traval refiere al vicario general que eran nueve las casas de la sufraganía de Cabanyes, de las cuales cinco están a este lado del río Besòs: can Baqué, la Llebre, can Pallisseta, otra casa al lado de can Baqué y can Pere Gil, que aparece por primera vez como perteneciente a esta feligresía.
En 1867, con la reforma de las demarcaciones, quedaron desmembradas de San Fausto y agregadas a la parroquia de Santa Perpètua de Mogoda las casas de can Baqué, la Llebre, can Pallisseta y la caseta del carril; la masía de can Pere Gil fue agregada a la parroquia de Mollet del Vallès.
Previo a la construcción de la carretera de Ribes (actualmente la avenida del Once de septiembre), la comunicación se hacía a través de la llamada 'carretera Vieja' o 'camino Antiguo de Barcelona a Granollers', cuyo trazado coincide con el antiguo «camino Real», cuyo trazado podemos identificar con la actual Av. del Primero de mayo y calle de Vic. En el recorrido del 'camino Real' por este territorio se debe situar el hostal Nuevo, posteriormente conocido como la masía la Llebre.
A partir del último cuarto del XIX se conforma el «barrio de la Llagosta». Además de las masías existentes hasta entonces, aparecen construcciones de casas adosadas que conforman el primer núcleo de población. La economía en aquel momento era de base agrícola, con predominio de los cultivos de viña, trigo, legumbres, cáñamo, hortalizas y árboles frutales.
En 1936, coincidiendo con el inicio de la guerra civil española (1936-1939) y por iniciativa popular, se produce la primera segregación de La Llagosta del municipio de San Fausto de Campcentellas, y se constituyó en municipio independiente a todos los efectos. Durante este período, tiene lugar la emisión de moneda de circulación de ámbito local por parte del ayuntamiento y del sindicato agrícola. El final de esta segregación coincide con el final de la Guerra Civil, cuando se produce la reagrupación con San Fausto. Esta reagrupación perdura hasta 1944, fecha en la que se produce la segregación definitiva.
Del período comprendido entre 1944 y finales de los años 1970 del pasado XX, cabe destacar el desarrollo industrial y demográfico que tiene lugar a partir de los años sesenta, directamente relacionado con la creación del polígono industrial de la Llagosta. Así, la base económica eminentemente agrícola se transforma rápidamente en una economía de base industrial con un sector agrícola en clara regresión. La industrialización va acompañada de un importante aumento de población que en pocos años hace multiplicar el número de habitantes de La Llagosta, fruto del movimiento migratorio interno que se experimenta en España con la despoblación de zonas agrícolas deprimidas, especialmente de Andalucía.
En 1950 vivían en la Llagosta 681 personas; 1.368 en 1960; 7.349 en 1970 y 11.519 en 1975. Estos datos pueden dar una idea de la densidad de población del núcleo urbano que llega a ser de las más altas de toda Cataluña y que el núcleo urbano ocupa aproximadamente un tercio del territorio de 3,03 km². Este fuerte aumento demográfico conlleva un notable déficit de servicios y la construcción masiva de viviendas en grandes bloques de pisos como consecuencia de una falta de planificación urbanística coherente y de la especulación del suelo.
Desde la transición (1975-1978), se experimenta un importante aumento y mejora de servicios y calidad global de vida que se refleja en la urbanización planificada y racional de nuevas zonas como: Les Planes, Can Xiquet, plaza de Concepción Arenal y Anne Frank, plaza de la Sardana, paseo del Once de septiembre, entre otras y la dotación de servicios diversos como el centro de asistencia primaria, el Casal de Abuelos, el instituto de estudios secundarios Marina, el centro cultural y juvenil Can Pelegrí, el bajador de cercanías de RENFE, en la línea de Francia, el complejo deportivo municipal El Turó y el centro cultural son algunos de los servicios más destacables.

## Comunicaciones
Accesos para llegar a La Llagosta:
- Cercanías RENFE, con la línea R2 dirección Granollers / San Celoni
- Autovía C-17 desde Barcelona y Granollers, antigua Nacional 152.
- Autobuses Sagalés. Con dos paradas (por sentido) situadas en la Av. 11 de septiembre. Los buses tienen como destinos principales Barcelona, Mollet del Vallès y Caldas de Montbui, algunos también se dirigen hacia Parets, Llissá y los fines de semana hacen el recorrido por carretera las líneas de Senmanat y Riells. Los autobuses que realizan el recorrido por la autopista no efectúan parada en La Llagosta.

Servicios nocturnos: Línea N71 (Granollers-Llissá-Parets-Mollet-La Llagosta-Moncada-Barcelona) circula todas las noches los 365 días del año.

## Símbolos
Escudo
El escudo del municipio es un escudo acantonado, de oro, una langosta de gules, el pie de oro, con cuatro palos de gules, y una hilera de sinople. Por corona, una corona mural de pueblo.
El escudo fue aprobado el 15 de abril de 1997 y publicado en el DOGC el 15 de mayo del mismo año.
La langosta es la señal tradicional y los cuatro palos recuerdan la jurisdicción condal real sobre San Fausto de Campcentellas, municipio en que estaba incluido la Llagosta hasta 1945.
Bandera
La bandera de La Llagosta es una bandera apaisada de proporciones dos de alto por tres de largo, amarilla y al centro, la langosta roja del escudo mirando al asta, de altura un tercio de la del trapo y una anchura de siete novenos de la anchura del mismo trapo.
Fue publicada en el DOGC el 27 de octubre de 1998.

## Política y administración
El municipio se formó como resultado de esa escisión del de San Fausto el 24 de noviembre de 1936, en el que antes de la caída de la República ostentaron el cargo de alcalde diversos representantes de Esquerra Republicana de Catalunya. 
| Periodo   | Nombre                                                                       | Partido    |
| --------- | ---------------------------------------------------------------------------- | ---------- |
| 1979-1983 | Francisco Javier Serrano Postigo (1979-1982) Juan Alfaro Iniesta (1982-1983) | PSUC       |
| 1983-1987 | José Luis López Segura                                                       | PSC - PSOE |
| 1987-1991 | José Luis López Segura                                                       | PSC- PSOE  |
| 1991-1995 | José Luis López Segura                                                       | PSC- PSOE  |
| 1995-1999 | José Luis López Segura                                                       | PSC- PSOE  |
| 1999-2003 | José Luis López Segura (hasta 2002) Adelino José Macías González (2002-2003) | PSC- PSOE  |
| 2003-2007 | Antonio Rísquez Caballero                                                    | PSC- PSOE  |
| 2007-2011 | Antonio Rísquez Caballero                                                    | PSC- PSOE  |
| 2011-2015 | Alberto López Rodríguez                                                      | ICV-EUiA   |
| 2015-2019 | Óscar Sierra Gaona                                                           | PSC- PSOE  |
| 2019-2023 | Óscar Sierra Gaona                                                           | PSC- PSOE  |
| 2023-act. | Óscar Sierra Gaona                                                           | PSC- PSOE  |

Aquí se muestran los últimos resultados electorales escrutados en La Llagosta en la últimas elecciones municipales (28 de mayo de 2023):
El vigente alcalde de La Llagosta, Óscar Sierra, fue reelegido alcalde tras alcanzar la mayoría absoluta, impuesta en 9 escaños. Es la segunda mayoría absoluta consecutiva del Partido Socialista.
Ciudadanos desapareció del pleno, dejando paso al Partido Popular, que recuperó un escaño. 

### Alcalde
Biografía
Nació el 29 de diciembre de 1983. Estudió la EGB en la Escuela Les Planes y la ESO y el Bachillerato en el INS Marina. Al terminar el instituto, estudió la licenciatura de Ciencias Políticas y de la Administración Pública en la UAB, donde también estudió un máster en Gestión Política. Combinó los estudios con diferentes trabajos, como el de socorrista en la Piscina Municipal de Parets y el de monitor en la Escuela de Educación Especial Can Vila. Más tarde, trabajó como auxiliar en educación en la Fundación Catalonia, centro para personas con discapacidad.
Al finalizar los estudios, realizó prácticas en el Área de Promoción Económica del Consejo Comarcal del Vallès Oriental y trabajó un tiempo en el Ayuntamiento de Granollers. Más tarde volvió a trabajar en el mundo de la diversidad funcional; en esta ocasión, en un centro para personas con discapacidad gestionado por la Fundación Sanitaria de Mollet. Por este motivo, decidió actualizar sus conocimientos para poder dar un mejor servicio a las personas que cuidaba y estudió Auxiliar de Enfermería en el IES Gallecs.
Activista socialista desde los 16 años. Actualmente, es el primer secretario de la Agrupación de la Llagosta y miembro del Comité Ejecutivo y del Consejo de la Federación. Fue elegido por primera vez para un cargo público el 13 de junio de 2015, cuando fue nombrado alcalde de la Llagosta. Fue reelegido en 2019 y, por tercera vez, en el pleno del 17 de junio de 2023.  El 27 de septiembre de 2023, fue elegido  presidente del Consorcio Besós-Tordera para el periodo 2023-2027.
Actualmente es el segundo alcalde con más años en el mandato; sólo superado por José Luis López Segura, que estuvo 19 años al frente de la alcaldía municipal. Al finalizar esta legislatura habrá estado 12 años al frente del Ayuntamiento. 

## Educación
Colegios públicos
- Escola Les Planes
- Escola Sagrada Familia
- Escola Joan Maragall

Colegios concertados
- Escola Gilpe.
- Colegio Balmes (solo se cursa la ESO).

Institutos
- INS Marina

## Equipamientos municipales
El municipio cuenta con diversos equipamientos municipales clasificados en:
- Cultura: centro cultural, centro cultural y juvenil Can Pelegrí, biblioteca de La Llagosta y antiguo centro cultural de la calle de La Florida.
- Deportes: campo municipal de fútbol Joan Gelabert, complejo deportivo municipal El Turó y polideportivo Antonio García.
- Servicios Sociales: "casal d'avis" La Llagosta.
- Sanidad: centro de atención primaria (CAP).

## Patrimonio
- Masía Can Baqué
- Parque Popular
- Mercado municipal
- Fuente Tot Aigua
- Can Pelegrí
- Masía Can Llebre

## Medios de comunicación
- Ràdio la Llagosta (100.4 FM)
- La Llagosta Informa
- TVL/3LTVLaLlagosta

- Linia vallés: diario semanal del Bajo Vallés.

- Contrapunt/Som La Llagosta: diario semanal de La Llagosta y del Bajo Vallés.

- Vallés Visio: canal de televisión del Baix Vallés.

- VOTV: Vallès Oriental Televisió

## Fiestas municipales
La fiesta mayor se celebra alrededor del 11 de septiembre, Diada de Cataluña.
El patrón del municipio es San José, y el pueblo le dedica unas fiestas patronales celebradas en torno al 19 de marzo, día del mismo.

## Barrios
- Barrio Pedro IV
- Barrio Becasa
- Barrio el Turó
- Barrio Centro
- Barrio la Rambla
- Barrio Riera Seca
- Barrio la Pineda Fosca
- Barrio Antic "Antiguo"
- Barrio Residencial

Cabe mencionar que estos barrios no son denominaciones oficiales, si no que los llagostenses denominan coloquialmente a estas zonas.